# Drögmöller
Drögmöller Karosserien GmbH & Co. KG, est un ancien carrossier allemand fondé en 1920 à Heilbronn, disparu en 2005. Il a assemblé pendant 85 ans, des cars de tourisme sur châssis Mercedes-Benz puis Volvo, renommés pour leurs qualités.

## Historique

### 1920-1994: dans l'ombre de Stuttgart
Originaire de Mecklembourg, région du nord-est de l'Allemagne au bord de la Mer Baltique, Gotthard Drögmöller s'installe dans le Bade-Wurtemberg. Sur le Neckar, à 50 km au nord de Stuttgart.
Durant près d'un demi-siècle, jusqu'en 1965, Drögmöller monte les caisses séparément. La fabrication devient à cette date totalement intégrée, à la suite de l'introduction d'une seconde ligne, afin de sortir des cars complets prêts à être expédiés au client.
Le bavarois Kässbohrer-Setra avait ouvert la voie. Ce système perdure jusqu'à l'arrivée de Volvo au milieu des années 1990.
Les nouveaux véhicules adoptent, pour se démarquer du reste de la production Mercedes, le préfixe Exxx suivi d'un nom de baptême, souvent dérivé de "Comet", en guise de matricule.

### 1995-2005: les temps nouveaux, une fin en dents de scie
Au milieu des années 1990, Volvo, souhaitant s'implanter outre-Rhin (l'Allemagne étant le principal débouché du car de luxe en Europe), manifeste son intérêt pour le carrossier d'Heilbronn. Pour les dix ans à venir, Drögmöller devient Volvo Busse Deutschland GmbH.
Le site est repris, des investissements opérés. L'avenir s'annonce radieux avec une refonte de la gamme, l'introduction de nouveaux modèles. Le recul montrera qu'il n'en est rien.
Au même moment, Setra est repris par Mercedes au sein d'une nouvelle entité, EvoBus. Neoplan subit le même sort avec MAN AG, ce qui donne Neoman.
Remodelé, le Drögmöller E330H EuroComet devient Volvo B12-600. Esthétiquement réussi avec son pare-brise incliné, moins monotone que nombre de concurrents, aux traits trop verticaux, d'intrigants projecteurs rectangulaires qui deviennent plus petits et ronds, correctement motorisé avec un bloc vertical 6 cylindres de 12 l de 420 ch[non neutre], il est élu Car de l'Année 1996.
Le dernier véhicule produit à Heilbronn est le B12-9900. Son successeur Volvo 9700, voit son montage rapatrié en Pologne.

## Modèles notables
- E330H EuroComet - longtemps cœur de gamme du carrossier, modèle le plus diffusé[réf. souhaitée];
- E330K MiniComet - empattement réduit, une quarantaine de places assises;
- E420 Corsair - car de tourisme HD (hochdecker, surélevé), 3 essieux;
- E430 SuperComet;
- E440 Meteor - car à étage.

## Observations diverses
Les productions Drögmöller se démarquent vite de la concurrence par leur soin extrême et la fiabilité à l'usage[réf. souhaitée].
Ceci causera paradoxalement la perte de la firme d'Heilbronn car le carrossier, perfectionniste, produit peu, y compris face à ses rivaux Setra et Neoplan. En moyenne au cours de la décennie 1980, moins d'une centaine d'unités à l'année, pour un effectif tournant autour de 300 personnes (site unique).
Un individu ayant quelques notions en automobile notera, par l'observation de clichés d'époque, la filiation évidente avec la multinationale de Stuttgart[réf. souhaitée]. Certains modèles reprennent ainsi, à l'avant, les optiques et clignotants de la Mercedes-Benz W116 -- Classe S 1972-79. À l'arrière on trouve les feux striés, caractéristiques, de ce même modèle[réf. souhaitée].
L'intérieur, selon versions, est tout à fait remarquable pour un car : la console centrale de la planche de bord revêt de véritables placages en bois, et non des inserts plastique comme on le voit de plus en plus sur les voitures.
Habitacle qui trahit la spécificité Drögmöller : le plancher incliné du fond vers l'avant, ce qui permet aux passagers des derniers rangs de jouir d'une meilleure vue. Concept un temps abandonné, repris sur d'autres véhicules.
De l'extérieur, cela se voit par la curieuse découpe des vitres, non droites, dans le sens de la pente.

## Héritage
Gamme statutaire chez un autocariste, avec des tarifs en conséquence, les véhicules Drögmöller sont rares en France[réf. souhaitée].
Certaines sociétés ayant une grosse activité tourisme, justifiant d'avoir les meilleurs véhicules, en ont cependant eu au cours de leur histoire, parfois à une époque récente : les alsaciens Mugler et Pauli, Michel en Saône-et-Loire -- importante flotte de B12-600 et 9900 jusqu'au milieu des années 2000 --, le stéphanois Lux Cars... Richou à Cholet (Maine-et-Loire), comptait encore un E330K MiniComet dans son parc en 2008.[réf. souhaitée]
Aujourd'hui les plus vieux Drögmöller se trouvent majoritairement en Europe de l'Est, où ils peuvent afficher de grosses distances au compteur -- plus de 1,5 million de km[réf. souhaitée] --, parfois avec le moteur d'origine[réf. souhaitée]. La caisse a plus subi les outrages du temps, mais les restaurations sont possibles à titre de véhicule de collection.
Les chauffeurs ayant eu la chance de les mener s'en souviennent avec nostalgie[réf. souhaitée], notamment pour leur qualité de fabrication peu commune, à l'heure où certains cars de tourisme contemporains sont assemblés dans les pays à bas coûts.
À défaut de s'installer au volant, les collectionneurs de tous âges recherchent les miniatures, nombreuses dans les bourses de modélisme[réf. souhaitée].

## Galerie

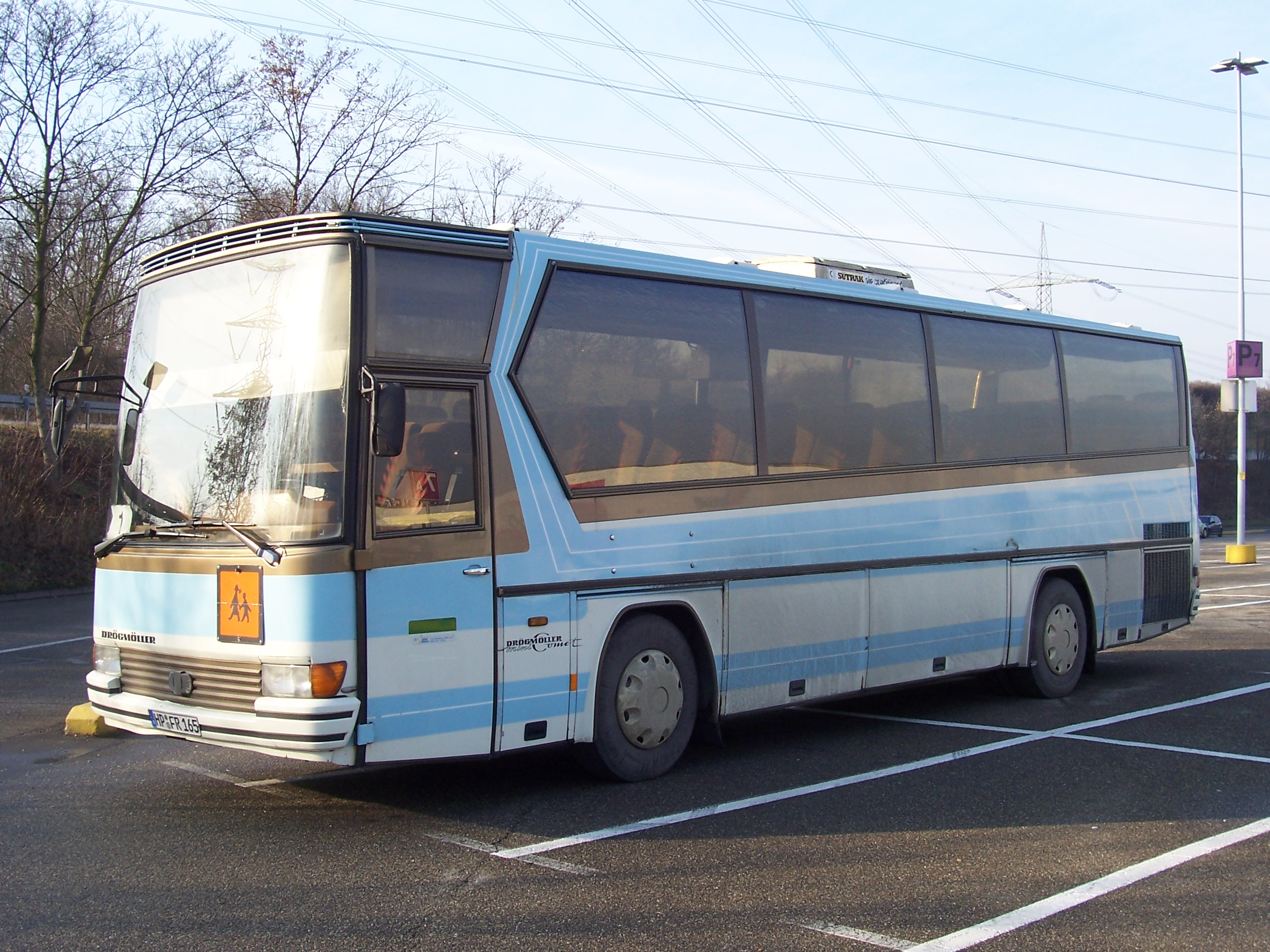
Drögmöller E330K MiniComet à Viernheim, Allemagne - 2006
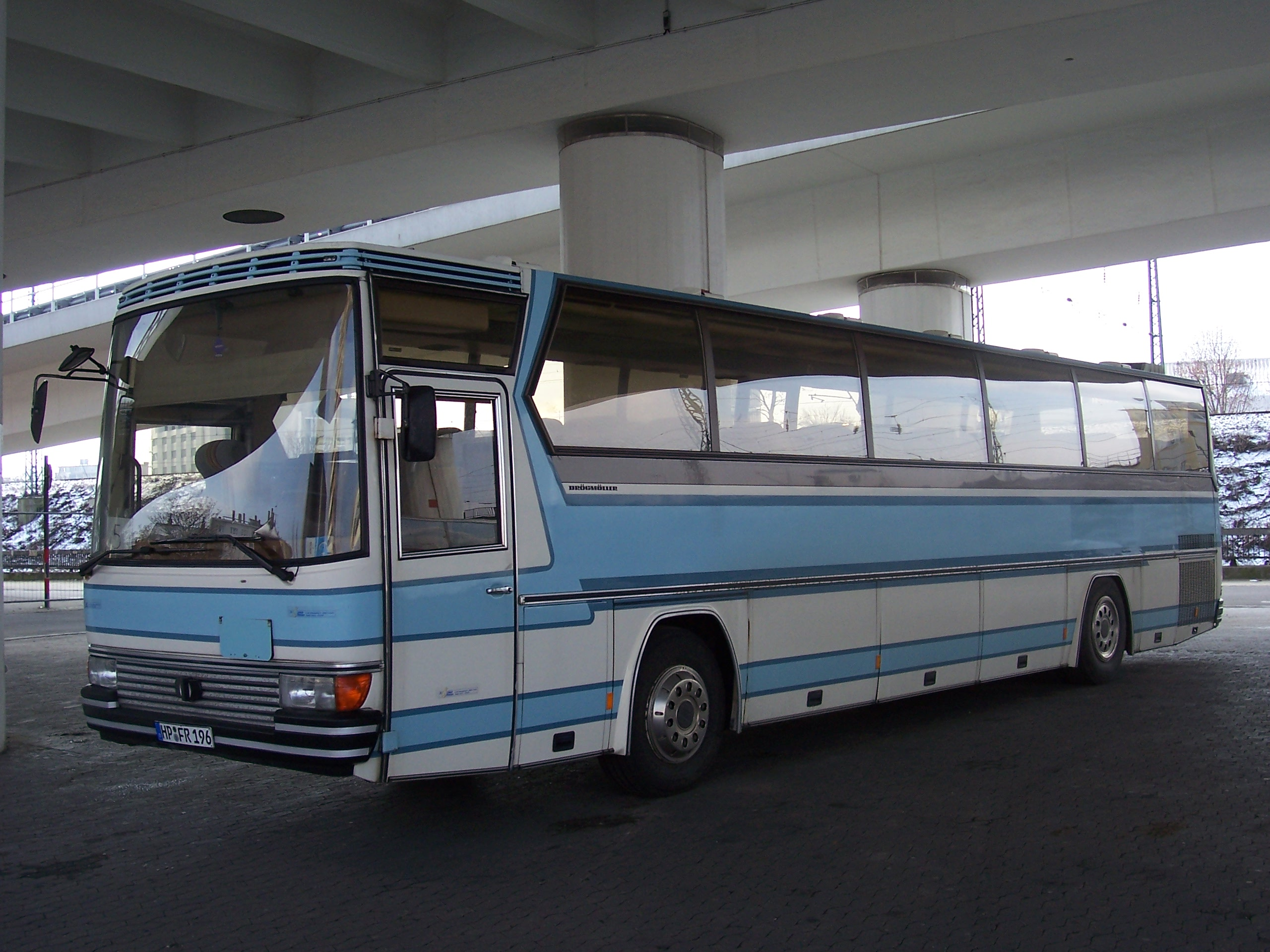
Drögmöller E330H EuroComet à Ludwigshafen, Allemagne - 2006
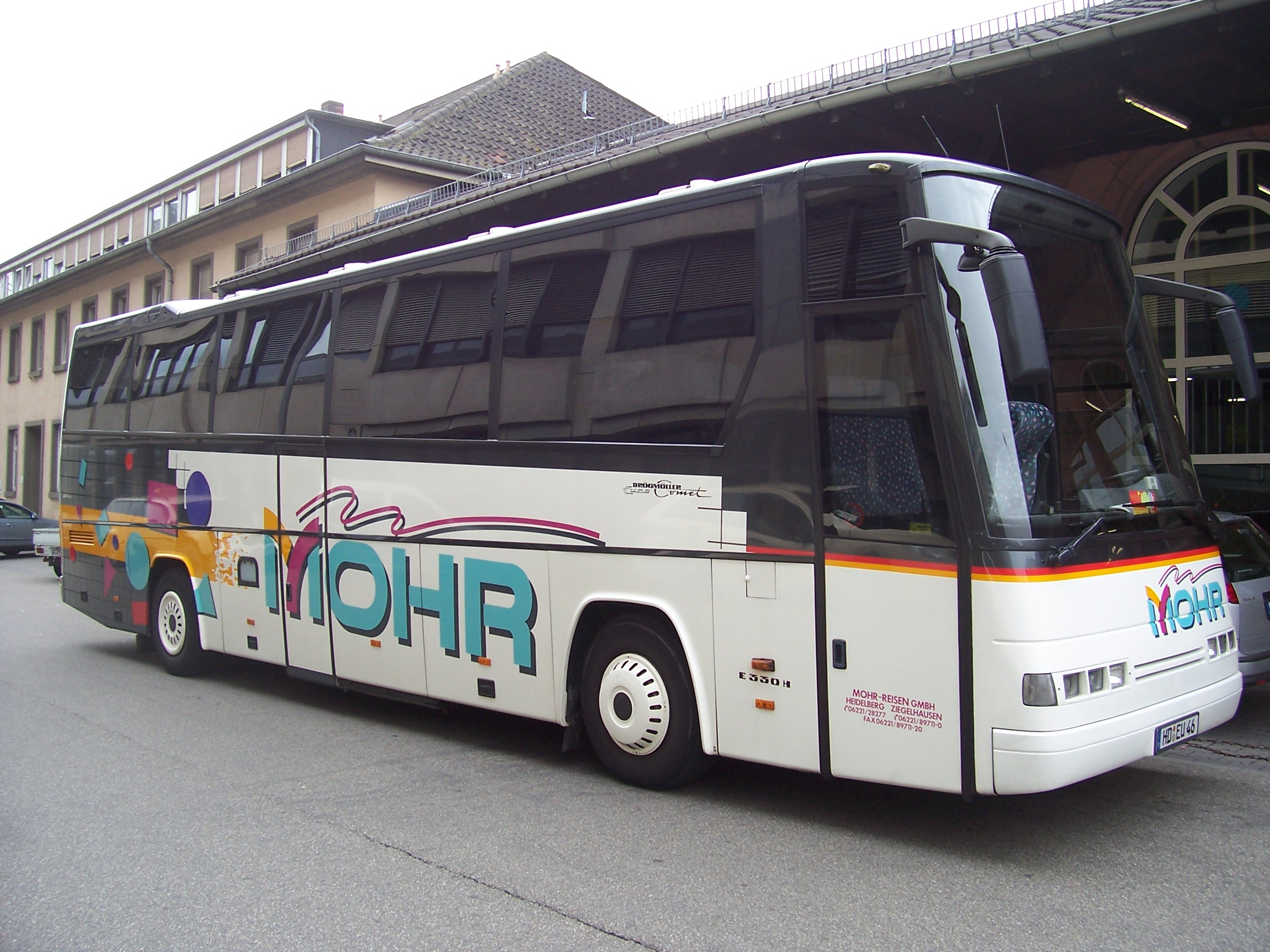
E330H EuroComet restylé à Mannheim, Allemagne - 2006